# El tiempo y el viento (libro)
El Tiempo y el Viento es una serie literaria de novelas históricas del escritor brasileño Érico Veríssimo. Dividido en El Continente (1949), El Retrato (1951) y El Archipiélago (1961). La novela cuenta la historia de Río Grande del Sur desde la ocupación del "Continente de São Pedro" (1745) hasta 1945 (fin del Estado Novo), a través de la saga de las familias Terra, Cambará y otras. Es considerada por varios como la obra definitiva del estado de Río Grande del Sur y una de las más importantes del Brasil.